# Pierre Gayraud
Pour les articles homonymes, voir Gayraud.
Pas d'image ? Cliquez ici

a Compétitions nationales et continentales officielles uniquement.

b Matchs officiels uniquement.
Dernière mise à jour le 30 octobre 2022.
Pierre Gayraud, né le 27 mars 1992 à Sète, est un joueur français de rugby à XV jouant au poste de deuxième ligne à l'AS Béziers depuis 2021.
Il commence sa carrière à l'Aviron bayonnais, qu'il quitte en 2017 pour rester en Top 14 avec l'Union Bordeaux Bègles où il reste une saison avant de partir au Stade toulousain, au FC Grenoble puis à l'Association sportive de Béziers Hérault.

## Biographie

### Jeunesse et formation
Né le 27 mars 1992 à Sète dans l'Hérault, Pierre Gayraud est le fils d'Éric, ancien deuxième ligne du SU Agen et de Perpignan, champion de France en 1988 avec les premiers nommés. Il est formé à l'USA Perpignan jusqu'en 2012. En 2011 et 2012, il joue avec l'équipe de France des moins de 20 ans, disputant le Tournoi des Six Nations des moins de 20 ans et le championnat du monde junior.

### Carrière professionnelle
En 2012, il rejoint le Pays basque et l'Aviron bayonnais, qui évolue alors en Top 14. Il fait ses débuts avec l'équipe professionnelle le 4 septembre 2013 face à l'ASM Clermont.
Il s'impose au sein de l'effectif bayonnais lors de la saison 2015-2016 qui se déroule en Pro D2. Il dispute et remporte la finale d'accession face à Aurillac (21-16) permettant à Bayonne de retrouver le Top 14, avant d'être une nouvelle fois relégué. Pierre Gayraud décide alors de quitter le pays basque pour rejoindre l'Union Bordeaux Bègles en 2017-2018.
En manque de temps de jeu, il quitte l'Aquitaine à la fin de la saison pour rejoindre le Stade toulousain. Durant la saison 2018-2019, les Toulousains atteignent la finale de Top 14 qu'ils remportent 24 à 18 face à l'ASM Clermont.
Jouant très peu à Toulouse, il s'engage alors au FC Grenoble après seulement une saison. Il y retrouve du temps de jeu, puis, à la fin de son contrat en 2021, il rejoint l'AS Béziers afin de se rapprocher de sa famille,.

## Palmarès
- Stade toulousain
  - Vainqueur du Championnat de France de première division en 2019